# Zatypota celer
Zatypota celer är en stekelart som beskrevs av Ian D. Gauld 1984. Zatypota celer ingår i släktet Zatypota och familjen brokparasitsteklar. Inga underarter finns listade i Catalogue of Life.